# 1215 Boyer
Az 1215 Boyer (ideiglenes jelöléssel 1932 BA) a Naprendszer kisbolygóövében található aszteroida. Schmitt, A. fedezte fel 1932. január 19-én, Algírban.